# 張厚琬
張 厚琬（ちょう こうえん、1886年 〈光緖12年〉 - 没年不詳）は、清末・中華民国の軍人・政治家。字は忠蓀。張之洞の孫（長男の子）。張燕卿や張仁蠡は叔父にあたるが、厚琬の方が年上である。従妹（仁蠡の娘）に張厚粲（心理学者・中国人民政治協商会議全国委員会委員）がいる。

## 事績
清末に日本へ留学し、1911年（宣統3年）に陸軍士官学校第8期砲兵科を卒業した。帰国後の1912年（民国元年）12月に、北京陸軍大学教務長に就任している。その後、奉天派に属し、1922年（民国11年）には東省巡閲使署参謀処長などを歴任した。
1924年（民国13年）11月、張厚琬は北京政府で陸軍部次長に抜擢されている（翌年12月まで在任）。1926年（民国15年）7月、航空署督弁に任命され、翌年6月、航空署が北京政府軍事部に帰属したことに伴い、航空次長に転じた。同年、奉天市の陸軍講武堂で教務長に就任、後に校長に昇進している。その後、中東鉄道路警処処長に転じた。
国民政府による統一後の1932年（民国21年）4月、張厚琬は軍事委員会委員長侍従室高級参謀に就任した。1934年（民国23年）11月、河北省政府委員兼民政庁庁長に任ぜられ、省政府主席の于学忠を補佐している。翌1935年（民国24年）6月、河北省政府主席代理を務めたが、まもなく梅津・何応欽協定（何梅協定）が影響して于が罷免されたため、張も辞任を余儀なくされた。
これ以降、張厚琬の動向は不詳となっている。
　